# Пољско-козачко-татарски рат (1666–1671)
Пољско-козачко-татарски рат вођен је од 1666. до 1671. године између Османског царства и Пољско-литванске уније око Украјине. Део је Пољско-османских ратова.

## Рат
Након потписивања мира у Истанбулу 1623. године по завршетку претходног Пољско-турског рата, граница између две државе утврђена је на Дњестру. Но, и поред склопљеног мира, украјински козаци, подржавани од Пољака, нападали су на Црном мору турске бродове, а кримски Татари, у турској служби, упадали су на територије Пољске. Тиме је изазван нови рат који је трајао од 1666. до 1671. године. Почетком 1667. године, Татари су са јачим снагама продрли у Украјину, али их је Јан III Собјески одсекао од позадине и присилио на повлачење. Татари су 1671. године поново упали у Украјину, а следеће године и турски султан Мехмед IV са око 100.000 људи. Слабије пољске снаге поражене су 22. августа 1672. године код Камјењеца Подолског. Турци потом опседају Лавов, а Татари продиру у Пољску. Непријатељства су прекинута миром у Бучачу (18. октобар 1672). Пољска се одрекла Украјине западно од Дњестра и Подолије и обавезала се на плаћање високе ратне одштете.